# Apateloschizocythere
Apateloschizocythere is een geslacht van uitgestorven kreeftachtigen uit de klasse van de Ostracoda (mosselkreeftjes).

## Soorten
- Apateloschizocythere colleni Dingle, 2009 †
- Apateloschizocythere fimbriata Bassiouni & Luger, 1990 †
- Apateloschizocythere geniculata Bate, 1972 †
- Apateloschizocythere laminata (Dingle, 1971) Dingle, 1981 †
- Apateloschizocythere mclachlani Dingle, 1981 †